# Berit Hynne
Berit Hynne, née le 10 décembre 1979 à Levanger, est une ancienne handballeuse internationale norvégienne.
Durant sa carrière, elle a notamment porté les couleurs du Levanger HK.
Avec l'équipe nationale de Norvège, elle atteint participe au championnat du monde 2003.

## Palmarès

### Sélection nationale
championnats du monde 
- 6e place du championnat du monde 2003